# Chaetosciadium trichospermum
Chaetosciadium trichospermum är en växtart i släktet Chaetosciadium och familjen flockblommiga växter. Den beskrevs av Carl von Linné och fick sitt gällande namn av Pierre Edmond Boissier. Enligt Catalogue of Life förs arten till släktet Torilis under namnet T. trichosperma.

## Utbredning
Arten förekommer i västra Asien, från Syrien i norr till Arabiska halvön i söder.